# Campione d'Italia

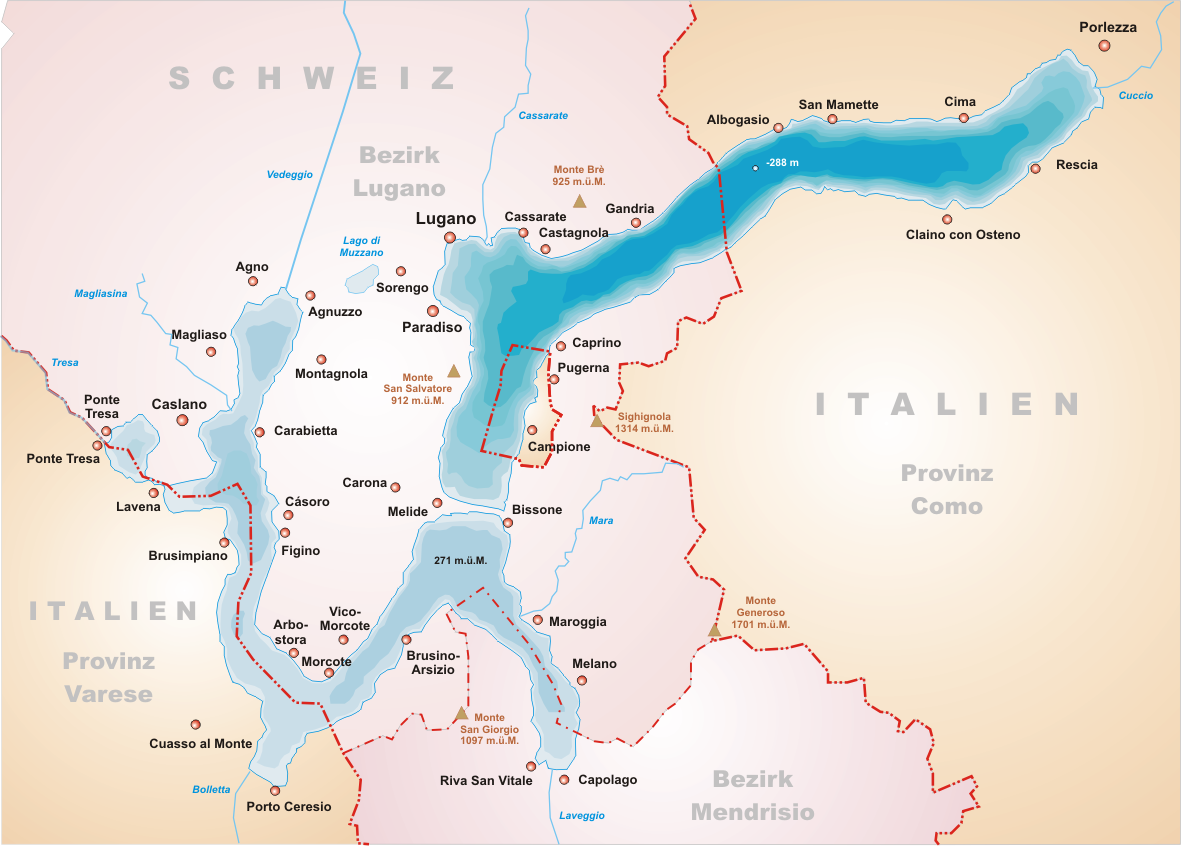
Campione d'Italia vid Luganosjön.

Campione d'Italia är en ort och kommun i provinsen Como i regionen Lombardiet tillhörande Italien. Den är en italiensk exklav som omges av den schweiziska kantonen Ticino vid Luganosjön. Kommunen hade 1 702 invånare (2022), på en yta av 2,68 km².
Exklaven tillhör Italien, men har inga gränskontroller mot schweiziskt territorium. Tidigare var man därför tvungen att gå igenom gränskontroller när man skulle till övriga Italien. Eftersom Schweiz deltar i Schengensamarbetet sedan den 12 december 2008, har gränskontrollerna mellan Schweiz och övriga Italien också upphört. Området har schweizisk moms och varuskatt. Valutan är officiellt euro, men i praktiken schweizisk franc. Exklaven ingår i EU:s tullunion.